# Hans Schmidt (politicus)
Hans Willem Schmidt (Den Haag, 31 mei 1954) is een Nederlands politicus van de VVD.
Hij is afgestudeerd in de rechten en heeft gewerkt bij het Ministerie van Volkshuisvesting, Ruimtelijke Ordening en Milieubeheer (VROM) en het Ministerie van Sociale Zaken en Werkgelegenheid (SZW). Daarna werd Schmidt gemeentesecretaris van de toenmalige Limburgse gemeente Ambt Montfort en in januari 2002 volgde zijn benoeming tot burgemeester van Eijsden. Daarnaast was hij rechter-plaatsvervanger bij de rechtbank in Arnhem. Sinds december 2005 was Schmidt de burgemeester van Woerden.
Op 18 juni 2012 kondigde hij zijn vertrek als burgemeester aan en in september van dat jaar werd hij opgevolgd door Jan Waaijer. Later dat jaar werd Schmidt waarnemend burgemeester van Meerssen wat hij tot juni 2014 zou blijven.